# Campeonato Argentino de Futebol de 1925 (AAF)
O Campeonato Argentino de Futebol de 1925, originalmente denominado Copa Campeonato 1925, foi o quadragésimo terceiro torneio da Primeira Divisão do futebol argentino e o trigésimo terceiro organizado pela Asociación Argentina de Football. O certame foi disputado em um único turno de todos contra todos, entre 5 de abril de 1925 e 22 de agosto de 1926, mas assim como na edição de 1923 o campeonato foi encerrado sem que fosse disputados todos os jogos programados. O Huracán conquistou o seu terceiro título de campeão argentino.

## Participantes
| Equipe                | Cidade       |
| --------------------- | ------------ |
| All Boys              | Buenos Aires |
| Alvear                | Buenos Aires |
| Argentino de Banfield | Banfield     |
| Argentino de Quilmes  | Quilmes      |
| Argentinos Juniors    | Buenos Aires |
| Boca Alumni           | Buenos Aires |
| Boca Juniors          | Buenos Aires |
| Chacarita Juniors     | Buenos Aires |
| Colegiales            | Buenos Aires |
| Del Plata             | Buenos Aires |
| El Porvenir           | Gerli        |
| General San Martín    | San Martín   |
| Huracán               | Buenos Aires |
| Nueva Chicago         | Buenos Aires |
| Palermo               | Buenos Aires |
| Porteño               | Buenos Aires |
| Progresista           | Gerli        |
| San Fernando          | San Fernando |
| Sportivo Barracas     | Buenos Aires |
| Sportivo Dock Sud     | Avellaneda   |
| Sportsman             | Buenos Aires |
| Temperley             | Temperley    |
| Universal             | Buenos Aires |

## Classificação final
| Pos | Equipes              | Pts | J  | V  | E  | D  | GM | GS | SG  |
| --- | -------------------- | --- | -- | -- | -- | -- | -- | -- | --- |
| 1.  | Huracán              | 38  | 21 | 18 | 2  | 1  | 51 | 12 | +39 |
| 1.  | Nueva Chicago        | 38  | 21 | 18 | 2  | 1  | 46 | 10 | +36 |
| 3.  | El Porvenir          | 32  | 21 | 14 | 4  | 3  | 30 | 15 | +15 |
| 4.  | Temperley            | 30  | 20 | 13 | 4  | 3  | 35 | 14 | +21 |
| 5.  | Chacarita Juniors    | 28  | 21 | 12 | 4  | 5  | 42 | 19 | +23 |
| 6.  | Argentino de Quilmes | 23  | 21 | 9  | 5  | 7  | 31 | 23 | +8  |
| 6.  | Palermo              | 23  | 21 | 10 | 3  | 8  | 29 | 26 | +3  |
| 8.  | General San Martín   | 22  | 22 | 8  | 6  | 8  | 22 | 24 | -2  |
| 8.  | Sportivo Barracas    | 22  | 22 | 8  | 6  | 8  | 22 | 24 | -2  |
| 8.  | Progresista          | 22  | 22 | 6  | 10 | 6  | 23 | 27 | -4  |
| 11. | Sportsman            | 18  | 21 | 5  | 8  | 8  | 17 | 21 | -4  |
| 11. | Del Plata            | 18  | 20 | 7  | 4  | 9  | 19 | 31 | -12 |
| 11. | Sportivo Dock Sud    | 18  | 21 | 4  | 7  | 10 | 14 | 24 | -10 |
| 14. | Colegiales           | 17  | 21 | 6  | 5  | 10 | 18 | 30 | -12 |
| 14. | Boca Alumni          | 17  | 22 | 5  | 7  | 10 | 13 | 27 | -14 |
| 16. | All Boys             | 16  | 21 | 5  | 6  | 10 | 16 | 19 | -3  |
| 17. | Platense             | 15  | 20 | 4  | 7  | 9  | 17 | 25 | -8  |
| 17. | Argentino de Quilmes | 15  | 20 | 4  | 7  | 9  | 18 | 30 | -12 |
| 19. | Porteño              | 14  | 21 | 3  | 8  | 10 | 24 | 44 | -20 |
| 20. | Boca Juniors         | 13  | 7  | 6  | 1  | 0  | 16 | 3  | +13 |
| 20. | San Fernando         | 13  | 22 | 4  | 5  | 13 | 19 | 30 | -11 |
| 20. | Argentinos Juniors   | 13  | 22 | 3  | 7  | 12 | 13 | 24 | -11 |
| 23. | Alvear               | 5   | 20 | 2  | 1  | 17 | 8  | 41 | -33 |

## Desempate pelo título
Para definir o campeão, foi disputado, em 22 de agosto de 1926, um jogo de desempate. Ao ter terminado empatado em 1 a 1, devia-se ter jogado uma prorrogação, mas a equipe do Nueva Chicago se recusou a disputar, retirando-se do estádio, fato que resultou em inúmeros incidentes. O tribunal decidiu dar a vitória da partido ao Huracán, que ficou com seu terceiro título.
| Partida  | Partida   | Partida       | Partida           | Partida              | Partida |
| Equipe 1 | Resultado | Equipe 2      | Estádio           | Data                 |         |
| -------- | --------- | ------------- | ----------------- | -------------------- | ------- |
| Huracán  | 1 - 1     | Nueva Chicago | Sportivo Barracas | 22 de agosto de 1926 |         |

## Premiação
| Campeonato Argentino de Futebol de 1925 (AAF) |
| --------------------------------------------- |
| Huracán Campeão (3° título)                   |

## Goleador
| Jogador   | Jogador     | Gols | Equipe       |
| --------- | ----------- | ---- | ------------ |
| Argentina | Pablo Bozzo | 12   | Boca Juniors |

## Bibliografía
- Estévez, Diego (2010). 38 Campeones del fútbol argentino 1891-2010. [S.l.]: Ediciones Continente. ISBN 978-950-754-301-2